# Глаубер, Иоганн Рудольф
Иоганн Рудольф Глаубер (нем. Johann Rudolph Glauber; 10 марта  1604, Карлштадт — 16 марта 1670, Амстердам) — немецкий алхимик, химик, аптекарь и врач.

## Биография
Глаубер родился в Карлштадте в Нижней Франконии (Германия), в семье цирюльника; о его жизни до 1644 почти ничего не известно. Не имея средств на обучение в университете, Глаубер изучал науки самостоятельно; в молодости занимался изготовлением зеркал, был алхимиком и работал в аптеках. В 1644 году он был лекарем при королевском дворе в Гисене; в 1645 году переехал в Бонн, а в 1648 году — в Амстердам. В 1651 году Глаубер купил дом в Китцингене, где устроил собственную лабораторию, при которой имелось опытное поле, на котором он производил опыты с минеральными удобрениями.
Все трое его детей (два сына и дочь) стали художниками.

## Научная работа
Глаубер подробно изучил вопрос об образовании и составе солей и кислот, внёс заметный вклад в разработку способов получения целого ряда неорганических веществ. Выделил ряд солей, которые предназначал для использования в качестве лекарственных средств. Впервые описал (1649 год) сырой бензол, полученный разгонкой каменноугольной смолы.
Перегонкой смеси селитры с серной кислотой получил чистую азотную кислоту, а нагреванием поваренной соли с серной кислотой — чистую соляную кислоту и сульфат натрия, называемый глауберовой солью (1648 год) (сам Глаубер назвал её «чудесной солью» — sal mirabile). Дымящая соляная кислота долгое время называлась по имени Глаубера (acidum sails fumans Glauberi). Большое практическое значение получила открытая Глаубером реакция взаимодействия поташа с азотной кислотой с образованием чистой калийной селитры.
Глаубер одним из первых стал применять в лаборатории стеклянную посуду и внёс ряд усовершенствований в конструкцию печей для приготовления стекла; разработал способы получения окрашенных стёкол и основал промышленное стекловарение в Тюрингии. Глаубер получил жидкое стекло (метасиликат натрия или калия), изучил и описал соли аммония; обнаружил, что осадок хлорида серебра растворяется в нашатырном спирте, что серебро осаждается из раствора его солей щелочью и карбонатами. Впервые описал получение уксусной кислоты сухой перегонкой растительных веществ.
В теоретическом плане Глаубер был сторонником ятрохимии и последователем Парацельса. В его сочинениях, опубликованных в семи томах под названием Glauberi opera omnia (Амстердам, 1661), помимо прочего содержатся и зачатки учения о химическом сродстве. Называя причину, побуждающую вещества к химическим изменениям, сродством (affinitas), Глаубер основывался на мнении древних философов, что взаимодействие веществ может происходить только тогда, когда эти вещества имеют нечто общее, среднее.
Глаубер, подобно большинству современников, верил в возможность превращения неблагородных металлов в золото и существование эликсира жизни, и даже утверждал, будто открыл секрет приготовления эликсира. Тем не менее, Глаубер относится к числу тех представителей рациональных течений в алхимии, значительные экспериментальные успехи которых заложили основы для научной химии.

## Память
В 1976 году Международный астрономический союз присвоил имя Иоганна Глаубера кратеру на обратной стороне Луны.
Упоминается в фильме «Только в мюзик-холле» (1980), о нем говорит главная героиня фильма, Лена (Селена).

### Переводы на русский
- Глаубер И.Р. Минеральное Делание. Тинктура золота. Утешение плавающих. — Харьков: ФЛП Артыщенко, 2020. — 276 с. — («Ars Regia»). — 300 экз. — ISBN 978-966-97939-1-1.